# Neoditomyia aerospicator
Neoditomyia aerospicator är en tvåvingeart som beskrevs av Jackson 1974. Neoditomyia aerospicator ingår i släktet Neoditomyia och familjen platthornsmyggor.
Artens utbredningsområde är Belize. Inga underarter finns listade i Catalogue of Life.